# Amancio Amaro Varela
Amancio Amaro Varela, genannt Amancio. (* 16. Oktober 1939 in A Coruña, Galicien; † 21. Februar 2023 in Madrid) war ein spanischer Fußballspieler und -trainer. Aufgrund seiner legendären Dribblings bekam den Spitznamen El Brujo, der Hexer. Mit der Nationalmannschaft gewann er die Europameisterschaft von 1964. Mit Real Madrid gewann er unter anderem den Europapokal der Landesmeister von 1966 und neun Mal die Spanische Meisterschaft. Zudem war er zweimal Torschützenkönig der spanischen Liga.
In der Saison 1984/85 war Amancio Trainer der Mannschaft von Real Madrid. Der Verein ernannte ihn im Oktober 2022 zum Ehrenpräsidenten.

## Spielerkarriere

### Verein
Amancio begann seine Laufbahn mit 15 Jahren in seiner Heimatstadt beim kleinen Klub Victoria, bevor er im Jahre 1958 zum damaligen Zweitdivisionär Deportivo La Coruña wechselte. Als der Aufstieg der Galicier in die Primera División gelang, begannen sich auch die Augen der großen Teams auf den begnadeten Techniker Amancio zu richten. 1962 wechselte er – trotz seines für damalige Verhältnisse astronomischen – Gehalts von 10 Millionen Peseten zu Real Madrid.
Der Klub aus der spanischen Landeshauptstadt befand sich zu diesem Zeitpunkt in einer Umstrukturierungsphase, viele der Stars der 1950er Jahre waren gegangen und Trainer Miguel Muñoz versuchte aus jungen Nachwuchskräften und dem einen oder anderen Zukauf  – zeitgleich mit Amancio kamen auch Spieler wie Ignacio Zoco oder Lucien Muller – eine schlagkräftige Truppe zu formen.
National ließ der Erfolg nicht lange auf sich warten, denn bereits in seiner ersten Saison konnte Amancio mit Real die spanische Meisterschaft feiern. International gelang der erste Titelgewinn erst 1966, als die „Königlichen“ nach fünf Jahren Durststrecke mit dem europäischen Meistercup erneut den bedeutendsten kontinentalen Wettbewerb für sich entscheiden konnten. Amancio selbst erzielte beim 2:1-Sieg im Finale gegen FK Partizan Belgrad den zwischenzeitlichen Ausgleich nach einem sehenswerten Dribbling.
Seine Karriere beendete der rechte Flügelspieler 1976, nach 14 Jahren bei Real Madrid. Zeitweise spielte er mit Real-Legenden wie Alfredo Di Stéfano, Francisco Gento und Ferenc Puskás zusammen und führte den Klub als Team-Kapitän aufs Feld. Für Real erzielte Amancio 21 Tore im Pokal der Landesmeister (heute: UEFA Champions League); damit liegt er auf Platz fünf der besten Torschützen. Insgesamt erzielte er für die Königlichen in 471 Spielen 55 Tore.

### Nationalmannschaft
Mit der spanischen Nationalmannschaft bestritt Amancio insgesamt 42 Spiele und erzielte 11 Tore. Sein Länderspieldebüt gab der Rechtsaußen am 25. November 1962 beim 3:1-Sieg gegen Rumänien. 1964 wurde der Offensivspieler von Nationaltrainer José Villalonga in das Aufgebot zur EM im eigenen Land berufen. In der Endrunde des Turniers entwickelte sich Amancio zu einer der Schlüsselfiguren in seinem Team. Im Halbfinale gegen Ungarn erzielte der Angreifer den 2:1-Siegtreffer in der Verlängerung. Im Finalspiel stand Amanico über die volle Spielzeit auf dem Spielfeld und feierte nach dem 2:1-Erfolg gegen die UdSSR den ersten Europameistertitel seines Landes. Zwei Jahre später stand er im Kader der Spanier bei der WM in England, konnte allerdings das Vorrundenaus seines Landes nicht verhindern. Während des Turnierverlaufs kam Amancio in zwei von drei Gruppenspielen zum Einsatz und erzielte dabei einen Treffer. Letztmals zum Einsatz im Dress der Nationalelf kam Amancio am 13. Februar 1974 im Frankfurter Waldstadion gegen Jugoslawien.

## Karriere als Trainer und Vorstandsmitglied
Amancio wechselte nach Beendigung seiner Laufbahn als Spieler in den Trainerstab von Real Madrid, doch verließ er den Verein nach nur einem Jahr als Jugendtrainer. Erst unter Präsident Luis de Carlos kehrte er 1982 wieder als Trainer zu Real zurück und übernahm die Zweitmannschaft, Castilla CF. In seiner zweiten Saison gewann Amancio mit diesem Team den Meistertitel in der Segunda División, ein großer Erfolg für eine aus jungen Amateuren bestehende Mannschaft. Er war es, der in dieser Zeit die legendäre Quinta del Buitre, einen großartigen Talentjahrgang – bestehend aus den fünf Spielern Emilio Butragueño, Míchel, Manolo Sanchís, Rafael Martín Vázquez sowie Miguel Pardeza – in die erste Mannschaft führte.
Zur Saison 1984/85 übernahm er als Nachfolger von Alfredo di Stéfano die erste Mannschaft. Zu den Stars der Mannschaft gehörten in jenem Jahr unter anderem der Deutsche Uli Stielike, Torwart Miguel Ángel, Verteidiger José Antonio Camacho und der Stürmer Emilio Butragueño. Die Ligasaison verlief wenig beeindruckend und nach zwei Niederlagen in Serie wurde er nach dem vorletzten Spieltag durch Luis Molowny ersetzt. Real Madrid erzielte am Ende mit Platz 5 das schlechteste Abschneiden seit der Saison 1973/74. Zuvor schied Amancio bereits mit Real in der ersten Runde des Pokals aus. Es gelang ihm allerdings das Vordringen in das Halbfinale des UEFA-Cups, wo noch unter Amancio das Hinspiel bei Inter Mailand mit 0:2 verloren ging. Unter Molowny gelang im Rückspiel ein 3:0 und in den Finalspielen behielt Real gegen Ungarns Videoton die Überhand. Zudem gewann Real Madrid zum Saisonende noch den Spanischen Ligapokal. 
Nach einer Etappe beim spanischen Sportartikelhersteller Kelme kehrte er 2000 unter Präsident Florentino Pérez als Vorstandsmitglied zu Real Madrid zurück. 2022 wurde er Ehrenpräsident des Vereins.
Am 21. Februar 2023 verstarb er in Madrid m Alter von 83 Jahren.

## Erfolge
- Ein europäischer Meistercup
  - 1966
- Neun spanische Meistertitel
  - 1962/63, 1963/64, 1964/65, 1966/67, 1967/68, 1968/69, 1971/72, 1974/75, 1975/76
- Drei Erfolge bei der Copa del Rey
  - 1969/70, 1973/74, 1974/75
- Ein Europameistertitel mit Spanien
  - 1964
- Zwei Pichichi-Trophäen als bester Torjäger der Liga
  - 1969 (14 Tore), 1970 (16)

- 2011 Goldmedaille des königlichen Ordens für Verdienste um den Sport[12]